# Laccobius borealis
Laccobius borealis är en skalbaggsart som beskrevs av Cheary 1971. Laccobius borealis ingår i släktet Laccobius och familjen palpbaggar. Inga underarter finns listade i Catalogue of Life.